# Dioptersigte
Et dioptersigte er et fast sigte der er monteret til et skydevåben. Et dioptersigte består af to (di) faste elementer, et foran, ved mundingen, og et bagpå, tættere på der hvor ansigtet vil være. For at benytte sigtet skal de to faste elementer justeres på en forudbestemt måde for at sikre at det man kigger på over sigtet også er det man rammer.